# Макклёрг, Эди
Эдит М. «И́ди» Макклёрг (англ. Edith M. «Edie» McClurg; род. 23 июля 1945, Канзас-Сити, Миссури) — американская актриса

, комедиантка, сценарист и продюсер.

## Карьера
За свою карьеру, длившуюся с 1976 по 2022 год, Макклёрг сыграла и озвучила более двухсот двадцати персонажей в кино и на телевидении. В 2003 году она была номинирована на премию «DVD Exclusive Awards» в категории «Лучшая женская роль второго плана в премьерном фильме на DVD» за роль бабушки Фрэмм в фильме «Король воздуха: Шипы назад» (2003). Её стиль речи был спародирован Антониеттой Сполар в «Захватчик Зим».

## Личная жизнь
1 февраля 2019 года члены семьи и друзья Макклёрг подали документы в суд с просьбой об опеке над ней и управления её делами. В документах говорится, что неврологические тесты показали, что она больше не может жить в одиночестве без посторонней помощи и «особенно уязвима для неправомерного влияния, учитывая её недальновидность и явную деменцию», и попросили назначить опекуном Макклёрг её двоюродную сестру, актрису Анжелику Кебрал.
В августе 2022 года адвокат по опеке подал документы в суд, в которых утверждалось, что Макклёрг подверглась насилию со стороны мужчины, который подружился с ней, переехал в её дом и стал одобренным судом опекуном. В документах утверждается, что мужчина совершил в отношении Макклёрг сексуальное насилие и пытался вывезти её из штата, чтобы жениться на ней. В сентябре 2022 года судья по опеке выдал приказ о её защите.

## Избранная фильмография
| Год  |    | Русское название                    | Оригинальное название                  | Роль                        |
| ---- | -- | ----------------------------------- | -------------------------------------- | --------------------------- |
| 1976 | ф  | Кэрри                               | Carrie                                 | Хелен Шайрс                 |
| 1979 | мс | Скуби и Скрэппи-Ду                  | Scooby-Doo and Scrappy-Doo             | эпизод (озвучивание)        |
| 1980 | ф  | Следующий фильм Чича и Чонга        | Cheech & Chong’s Next Movie            | мать Глории                 |
| 1982 | мф | Секрет крыс                         | The Secret of NIMH                     | мисс Райт (озвучивание)     |
| 1983 | ф  | Мистер мама                         | Mr. Mom                                | контролёрша                 |
| 1984 | ф  | Корсиканские братья                 | Cheech & Chong's The Corsican Brothers | королева                    |
| 1985 | мс | Джетсоны                            | The Jetsons                            | эпизод (озвучивание)        |
| 1985 | мс | 13 призраков Скуби-Ду               | The 13 Ghosts of Scooby-Doo            | Сельма/Телула (озвучивание) |
| 1986 | с  | Детективное агентство «Лунный свет» | Moonlighting                           | костюмерша в салоне красоты |
| 1986 | ф  | Феррис Бьюллер берёт выходной       | Ferris Bueller’s Day Off               | Грэйс                       |
| 1986 | ф  | Снова в школу                       | Back to School                         | Марж Суитуотер              |
| 1987 | ф  | Самолётом, поездом и автомобилем    | Planes, Trains & Automobiles           | агент по аренде автомобилей |
| 1988 | ф  | У неё будет ребёнок                 | She’s Having a Baby                    | Линн                        |
| 1988 | ф  | Эльвира — повелительница тьмы       | Elvira: Mistress of the Dark           | Честити Пэрайя              |
| 1994 | ф  | Прирождённые убийцы                 | Natural Born Killers                   | мать Мэллори                |
| 1997 | ф  | Каспер: Начало                      | Casper: A Spirited Beginning           | библиотекарь                |
| 2003 | ф  | Король воздуха: Шипы назад          | Air Bud: Spikes Back                   | бабушка Фрэмм               |
| 2008 | с  | Ханна Монтана                       | Hannah Montana                         | Синди Мерриуэзер            |
| 2009 | ф  | Зажги этим летом!                   | Fired Up!                              | мисс Таня Клингерхофф       |
| 2012 | с  | Отчаянные домохозяйки               | Desperate Housewives                   | Конни Томас                 |